# FabrikC
FabrikC est un groupe allemand d'aggrotech, originaire d'Hanovre.

## Histoire
Berger a grandi à Oberhausen et commencé à mettre en musique de la poésie dans les années 1980. Ses premières chansons sont écrites sur Commodore 64 et Amiga. Il travaille ensuite comme light jockey et DJ, puis s'installe à Hanovre. En 2005, il forme le projet FabrikC, dans un premier temps sans nom, et publie en décembre 2004 l'EP Leidensweg et donne finalement un nom au projet. Il choisit « Fabrik » comme nom, en hommage à la musique qu'il programme ; le « C » n'a pas de signification profonde Le 1er avril 2005, le premier album Farblos sort en tant qu'autoproduction. Berger commence à envoyer ses chansons à des labels et trouve finalement un partenaire avec ProNoize (Dark Dimensions). C'est ici que sortent les trois albums Gleichstrom (2005), Impulsgeber (2007) et Widerstand (2011),.
Outre ces supports sonores, il publie également quelques remixes, notamment pour des artistes de renom comme Das Ich, Samsas Traum, Noisuf-X, Ext!ze et Nachtmahr. Il est présent sur divers samplers de la scène dark alternative. Lors de ses prestations live, Berger est soutenu par les musiciens halfevil (batterie) et FRYZ (clavier). Il se produit notamment au Secret Garden Festival (Hanovre), au Summer Darkness (Utrecht), au Kinetik Festival (Montréal), au Wave-Gotik-Treffen (Leipzig) et à l'Amphi Festival de Cologne

## Style musical
Les chansons de FabrikC appartiennent au genre aggrotech et donc au domaine sombre de l'electro/techno avec des réminiscences de noise et de la trance. Elles sont généralement très rapides, mais rythmées et dansantes. Berger travaille principalement avec des samples vocaux de films ou des citations originales,,,.

## Discographie

### Albums studio
- 2005 : Farblos!
- 2005 : Gleichstrom (Pronoize)
- 2007 : Impulsgeber (Pronoize)
- 2011 : Widerstand (Pronoize)
- 2018 : digital riots (Stay Beat Productions)
- 2020 : Rewind Renew Repeat (Stay Beat Productions)

### EP
- 2004 : Leidensweg
- 2005 : Der zweite Tod
- 2018 : Independent Riot Corps (Stay Beat Productions)
- 2022 : The Chinese Food Experience 01 (Stay Beat Productions)
- 2022 : The Chinese Food Experience 02 (Stay Beat Productions)
- 2022 : The Chinese Food Experience 03 (Stay Beat Productions)
- 2022 : The Chinese Food Experience 04 (Stay Beat Productions)

### DVD
- Live at Summer Darkness 2006

### Singles
- 2020 : Neues aus Deutschland (Stay Beat Productions)
- 2021 : Der Elefantenmensch II (Stay Beat Productions)
- 2022 : Widerstand extended (Stay Beat Productions)
- 2022 : Boomstick - Extra Extended (Stay Beat Productions)
- 2022 : High Time (Chinese Takeaway) (Stay Beat Productions)
- 2022 : Perfect Happiness (Stay Beat Productions)
- 2022 : Exorcism (Extended DJ Mix Version) (Stay Beat Productions)

### Participations
- 2005 : Hexenjagd sur Orkus-Compilation 14 (2005)
- 2005 : Notfall (reworked) sur Extreme Sündenfall 2 (2005)
- 2006 : Der zweite Tod sur Dark Awakening 5
- 2007 : klangaktiviert sur Extreme Sündenfall Vol. 6
- 2007 : exorcism sur Endzeit Bunkertracks Act III
- 2007 : T1N0M0 (G1 Mix) sur When Angels Die
- 2008 : 100 % Elektronik sur EoD Vol. 2 et Extreme Störfrequenz Vol. 1
- 2009 : Aggroelectric sur Extreme Störfrequenz Vol. 4
- 2010 : Mensch sur Kinetik Festival Volume 3
- 2010 : N.H.N.S. (Remixed by NOISUF-X) sur Underground Club Revolutions 2010
- 2011 : Kubikelfe sur Gothic Compilation Part LIII

### Remixes
- 2006: Hexenjagd (witches united by FabrikC) de Tyske Ludder sur Creutzfeld E.P. (MCD) et Trinity (Limited Box)
- 2006: Opferzeit (FabrikC RX) de Das Ich sur Cabaret (Limited Box)
- 2007: Ein Spiel (FabrikC Rmx) de Nachtmahr sur Kunst ist Krieg (MCD)
- 2008: Confusion (FabrikC Rmx) de Exilanation sur The Matrix Is Real Loaded (CD)
- 2008: smashed (touched by FabrikC) de C/A/T sur The Second Chance (CD-r, EP)
- 2009: Poser (FabrikC Rmx) d'Ext!ze sur FallOut Nation (CD)
- 2009: Killerhertz (FabrikC Rmx) de Phosgore sur Doomination (CD)
- 2009: Hammer the Gear (FabrikC Rmx) de Halo Effect sur Hammer the Gear (single)
- 2009: Black Queen Style de Mechanical Moth sur Rebirth (CD)
- 2009: Maschinenmädchen (ABmix by FabrikC) de Angstfabrik sur Daneben heißt richtig liegen (CD)
- 2010: Fick mich jetzt und fick mich hart (slapped by FabrikC) de Suono sur My Style (CD)
- 2011: Distorted Life (German Distortion By Fabrik) de Inline.SeX.Terror sur Distorted Life EP (mini-albu^m)
- 2011: White Knuckle Head Fuck (Fabrikc Mix) de Caustic sur White Knuckle Head Fuck (single)
- 2011: Gott hat kein Gesicht (hardfacemix) de Samsas Traum sur Käfer.Maden.Würmer.Spinnen. (2xCD)
- 2011: The Awakening [Awake at the Dentist] de Suono sur Dark Style (CD)
- 2012: Black Gold (Driller Mix) de Second Version auf Zeitreise (MP3-Album)
- 2012: Ich tanze (Machine Pressure Mix by FabrikC) de Second Version auf Gruppenzwang (MCD)
- 2012: x-tension in Progress (FabrikC re-bassed) de C-Lekktor auf X-Tension In Progress (2xCD)
- 2012: Call to Glory (Call to Stomp Mix By FabrikC) de FGFC820 sur Homeland Insecurity (2xCD)
- 2013: Information (Touched By FabrikC) de XP8 sur Meathead’s Lost (album téléchargeable)
- 2014: Perish (FabrikC Remix) de The Eternal Afflict sur [Perish!] (MCD)
- 2015: Strom (FabrikC RX) de Waldrick sur Subtraction of Light / Absence of Light (200xCD)